# (1210) Morosovia
(1210) Morosovia ist ein Asteroid des Hauptgürtels, der am 6. Juni 1931 vom russischen Astronomen Grigori Nikolajewitsch Neuimin in Simejis entdeckt wurde.
Benannt ist der Asteroid nach dem russischen Revolutionär Nikolai Morosow.